# Super Bowl XIX
Super Bowl XIX was de 19e editie van de Super Bowl, de American Football-finale tussen de kampioenen van de National Football Conference en de American Football Conference van 1984. De Super Bowl werd op 20 januari 1985 gehouden in het Stanford Stadium in Stanford, Californië. De San Francisco 49ers wonnen de wedstrijd met 38–16 tegen de Miami Dolphins en werden zo de kampioen van de National Football League. De wedstrijd had twee van de bekendste quarterbacks tegenover elkaar staan, Dan Marino van de Dolphins en Joe Montana van de 49ers.

## Play-offs
Play-offs gespeeld na het reguliere seizoen.
| Geplaatste teams | Geplaatste teams                       | Geplaatste teams                       | Geplaatste teams                   | Geplaatste teams                   |
| Plaats           | AFC                                    | AFC                                    | NFC                                | NFC                                |
| ---------------- | -------------------------------------- | -------------------------------------- | ---------------------------------- | ---------------------------------- |
| 1                | Miami Dolphins (Oost-winnaar)          | Miami Dolphins (Oost-winnaar)          | San Francisco 49ers (West-winnaar) | San Francisco 49ers (West-winnaar) |
| 2                | Denver Broncos (West-winnaar)          | Denver Broncos (West-winnaar)          | Washington Redskins (Oost-winnaar) | Washington Redskins (Oost-winnaar) |
| 3                | Pittsburgh Steelers (Centraal-winnaar) | Pittsburgh Steelers (Centraal-winnaar) | Chicago Bears (Centraal-winnaar)   | Chicago Bears (Centraal-winnaar)   |
|                  | AFC Wild Card Game                     | AFC Wild Card Game                     | NFC Wild Card Game                 | NFC Wild Card Game                 |
| 4                | Seattle Seahawks                       | 13                                     | Los Angeles Rams                   | 13                                 |
| 5                | Los Angeles Raiders                    | 7                                      | New York Giants                    | 16                                 |

|  | Divisional Play-offs       | Divisional Play-offs      |                           |    | NFC & AFC Championships | NFC & AFC Championships |  |  | Super Bowl XIX | Super Bowl XIX |
|  |                            |                           |                           |    |                         |                         |  |  |                |                |
|  |                            |                           |                           |    |                         |                         |  |  |                |                |
|  | Candlestick Park, 29 dec.  |                           |                           |    |                         |                         |  |  |                |                |
|  |                            |                           |                           |    |                         |                         |  |  |                |                |
|  | San Francisco 49ers        | 21                        |                           |    |                         |                         |  |  |                |                |
|  | San Francisco 49ers        | 21                        | Candlestick Park, 6 jan.  |    |                         |                         |  |  |                |                |
|  | New York Giants            | 10                        |                           |    |                         |                         |  |  |                |                |
|  | New York Giants            | 10                        | San Francisco 49ers       | 23 |                         |                         |  |  |                |                |
|  | Robert F. Kennedy, 30 dec. |                           | San Francisco 49ers       | 23 |                         |                         |  |  |                |                |
|  |                            | Chicago Bears             | 0                         |    |                         |                         |  |  |                |                |
|  | Washington Redskins        | Chicago Bears             | 0                         | 19 |                         |                         |  |  |                |                |
|  | Washington Redskins        |                           | Stanford Stadium, 20 jan. | 19 |                         |                         |  |  |                |                |
|  | Chicago Bears              | 23                        |                           |    |                         |                         |  |  |                |                |
|  | Chicago Bears              | 23                        | San Francisco 49ers       | 38 |                         |                         |  |  |                |                |
|  | Miami Orange Bowl, 29 dec. |                           | San Francisco 49ers       | 38 |                         |                         |  |  |                |                |
|  |                            | Miami Dolphins            | 16                        |    |                         |                         |  |  |                |                |
|  | Miami Dolphins             | Miami Dolphins            | 16                        | 31 |                         |                         |  |  |                |                |
|  | Miami Dolphins             | Miami Orange Bowl, 6 jan. |                           | 31 |                         |                         |  |  |                |                |
|  | Seattle Seahawks           | 10                        |                           |    |                         |                         |  |  |                |                |
|  | Seattle Seahawks           | 10                        | Miami Dolphins            | 45 |                         |                         |  |  |                |                |
|  | Mile High Stadium, 30 dec. |                           | Miami Dolphins            | 45 |                         |                         |  |  |                |                |
|  |                            | Pittsburgh Steelers       | 28                        |    |                         |                         |  |  |                |                |
|  | Denver Broncos             | Pittsburgh Steelers       | 28                        | 17 |                         |                         |  |  |                |                |
|  | Denver Broncos             |                           |                           | 17 |                         |                         |  |  |                |                |
|  | Pittsburgh Steelers        | 24                        |                           |    |                         |                         |  |  |                |                |
|  | Pittsburgh Steelers        | 24                        |                           |    |                         |                         |  |  |                |                |